# 伊朗哈薩克族
伊朗的哈薩克人，多數分布於北部的戈勒斯坦省，估計伊朗全國有10000個哈薩克人，其中有5000人生活在戈爾甘，在蘇聯解體後很多人返回哈薩克斯坦。
他們説哈薩克語、波斯語、俄語。
他們第一波移民是1929年，當時從土庫曼斯坦進入伊朗(逃避農業集體化)，第二波移民是蘇聯解體後，最後一波移民是從2007年持續至在的經濟移民，從哈萨克西部的阿特勞州和曼格斯套州，移民至戈爾甘市、托爾卡曼港、貢巴德卡武斯。